# Louis Léveillé
Louis Léveillé, surnommé « Chasseur », né le 29 juillet 1857 à Clichy et mort le 15 décembre 1927 à Lyon est un serrurier et militant anarchiste français. Il est surtout connu pour avoir été l'une des victimes de l'affaire de Clichy, une affaire de violences policières responsable de l'Ère des attentats (1892-1894).
Léveillé naît à Clichy, côtoie des groupes anarchistes et épouse une première compagne, qu'il bat. Quelques années plus tard, en 1891, il est l'une des victimes de l'affaire de Clichy, la police lui tire dessus alors qu'il manifeste pacifiquement, puis, lors de son arrestation, il est battu et on ne lui donne pas de soins pour ses plaies par balle. Au procès, le procureur demande la peine de mort à son égard. Acquitté, il s'implique dans les réseaux anarchistes en France par la suite, se déplace fréquemment et est arrêté un certain nombre de fois.
Sa photographie policière fait partie des collections du Metropolitan Museum of Art (MET).

## Biographie

### Jeunesse et violences conjugales
Louis Léveillé naît le 29 juillet 1857 à Clichy. Ses parents, Désirée Lizon et Jules Antoine Léveillé, exercent tous deux comme jardiniers. Il travaille comme serrurier.
Au début des années 1880, il est remarqué comme participant à des réunions du groupe La Solidarité de Levallois-Perret,. En 1881, Léveillé épouse Marguerite Émilie Gauthier. Il est violent envers elle - la frappe et la bat à de multiples reprises pendant leur relation. En août 1884, il la frappe par exemple en lui donnant un coup de pied dans le ventre alors qu'elle est enceinte. Il la menace de mort aussi. En 1889, Léveillé demande le divorce à la demande de Gauthier.

### Affaire de Clichy
Pendant la fête des travailleurs du 1er mai 1891, un petit groupe d'une vingtaine d'anarchistes se réunit à Levallois-Perret et guidés par une membre du groupe qui porte un drapeau rouge, commence une manifestation pacifique destinée à finir à Clichy. Le commissaire de Levallois-Perret, mis au courant de cette manifestation dans sa circonscription, décide de les poursuivre avec ses policiers, tandis que celui de Clichy, chez qui ils viennent d'entrer, décide de ne pas intervenir en considérant que le drapeau n'est pas un danger et que les anarchistes se retirent chez un marchand de vin en cessant la manifestation,.

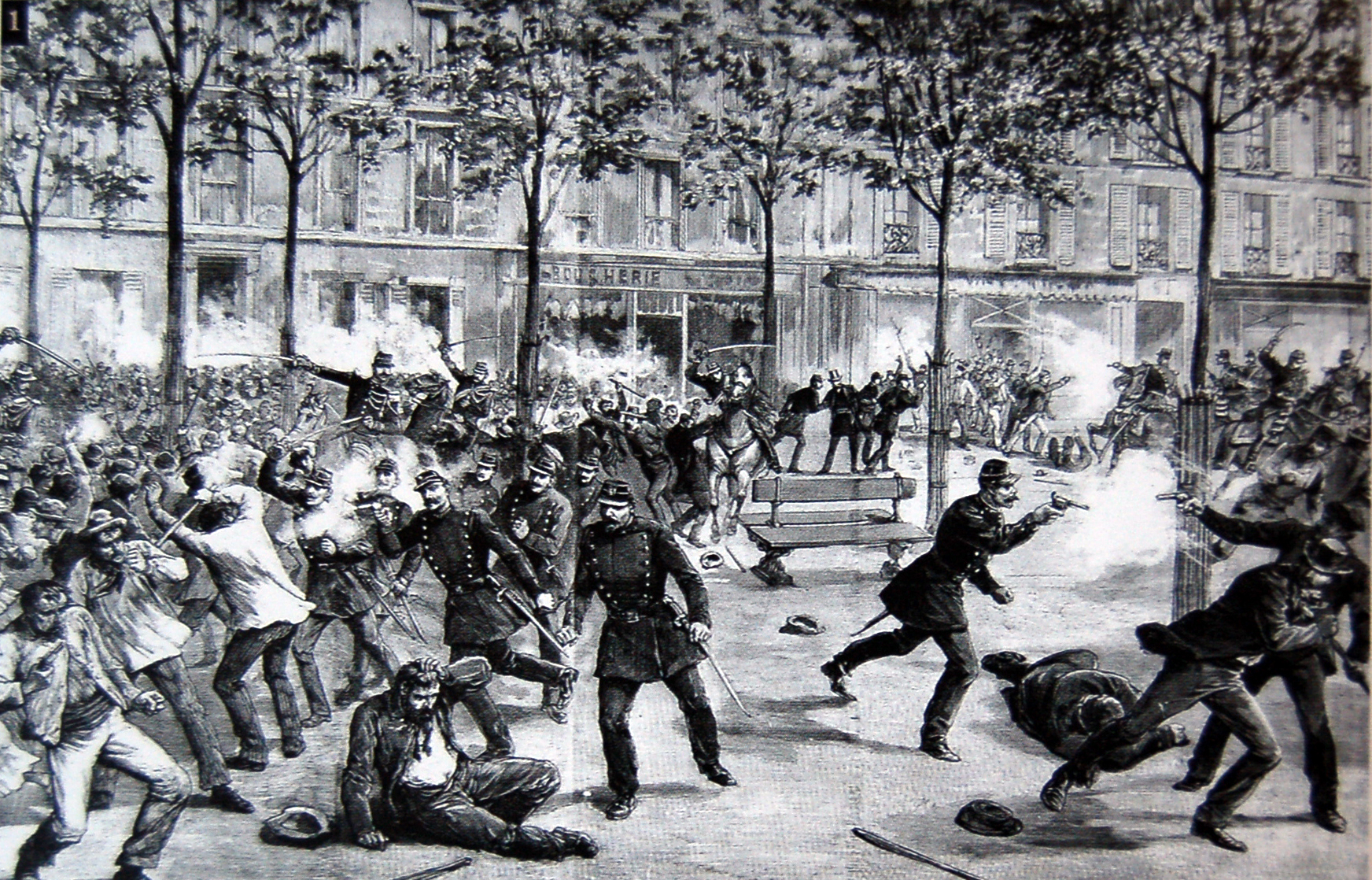
Affaire de Clichy

Pendant ce temps, le commissaire de Levallois-Perret, entré sur la circonscription de son collègue, décide de faire saisir le drapeau rouge dans le marchand de vin. Les policiers entrent et, alors qu'ils tentent de s'en emparer, des coups de feux sont tirés, qui poussent tout le monde vers l'extérieur - où des gendarmes à cheval accourent et commencent à tirer sur les manifestants.
Trois anarchistes, Charles Dardare, Henri Decamps et Léveillé, ne parviennent pas à s'enfuir et sont arrêtés avant d'être emmenés au poste. Là ; ils sont tous les trois battus par les policiers - Léveillé est blessé par balle à la jambe et la police ne lui donne aucun soin pendant plusieurs jours - il parvient à éviter que la plaie ne s'infecte.

Le 28 août 1891, ils sont tous les trois traduits devant la justice sous les chefs d'accusation de « coups volontaires, suivis d’effusion de sang, portés à des agents de la force publique », où le procureur Léon Bulot demande la peine de mort. Ils se défendent en déclarant être bien anarchistes mais s'être défendus comme ils pouvaient. Léveillé déclare :
Je ne chercherai pas à provoquer votre indignation par le récit des traitements qui nous ont été infligés. Qu’il vous suffise de savoir, Messieurs, que la cuisse traversée par une balle, lorsque dévoré par la fièvre et en proie à de cruelles souffrances, je demandais de l’eau, on me répondait par des coups de botte et de crosse de revolver. Qu’il vous suffise de vous rappeler que cette douloureuse agonie a duré six fois 24 jours et que je suis resté sans soins jusqu’au 20 mai, c’est-à-dire pendant 20 jours. Cependant, Messieurs, en temps de guerre, alors que les intérêts les plus féroces ont libre cours, il est de règle absolue que les blessés tombés aux mains de l’ennemi soient soignés et les prisonniers respectés. Mais, pour des hommes de police, nous sommes plus que des ennemis, parce que nous sommes des révolutionnaires, des anarchistes.
Léveillé, qui est le seul des trois à ne pas avoir de casier judiciaire, est acquitté, tandis que les deux autres écopent de peines sévères de trois et cinq ans de prison ferme.

Cet événement provoque un choc chez les anarchistes et motive un certain nombre d'entre eux - comme Ravachol, à venger les trois victimes ; poussant la France dans la période que l'opinion publique appelle l'Ère des attentats (1892-1894).

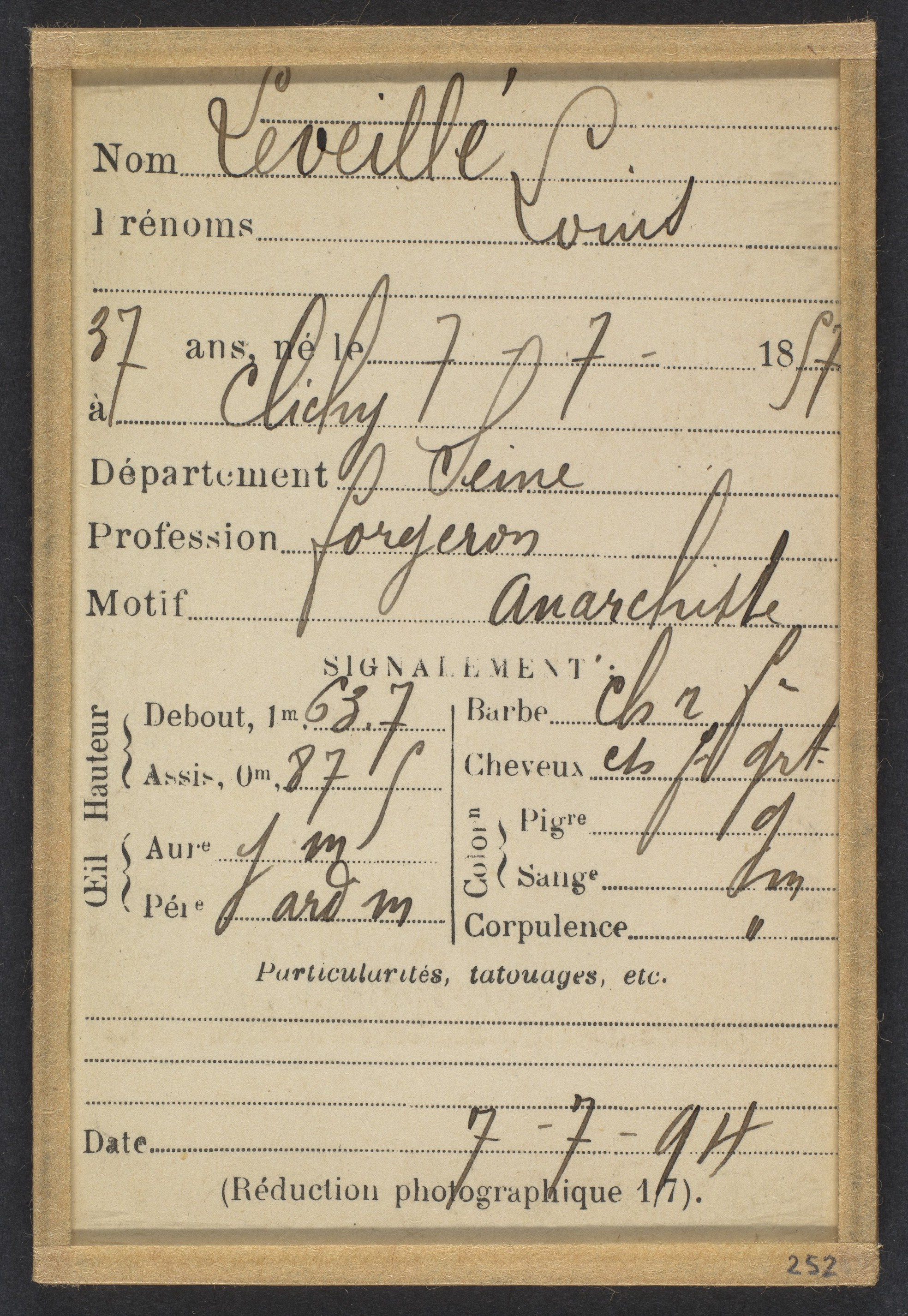
Fiche de Léveillé par Alphonse Bertillon (1894)

Suite à une action terroriste de telle nature visant le commissariat de Clichy, il est arrêté le 15 janvier 1892 après s'être vanté d'avoir lancé des incendies à Clichy mais est relaxé,. En avril, il est arrêté « préventivement » comme de nombreux anarchistes en prévision du 1er mai, avant d'être libéré,.  Il est arrêté une nouvelle fois le 22 août 1892 pour affiliation à une association de malfaiteurs et relaxé de nouveau,.
Il côtoie d'autres anarchistes de Levallois-Perret et Clichy au sein d'un groupe, en particulier Émile Spannagel ou Victor Vinchon. Ce groupe est arrêté en mai 1893 après la découverte de dizaines de bombes dans un jardin à Levallois-Perret, ils sont tous acquittés sauf Vinchon. Pendant cette période, Léveillé vit avec la militante anarchiste Berthe Moreau.

### Dernières années et mort
Le 6 juillet 1894, il est de nouveau arrêté pour association de malfaiteurs et relaxé. L'année suivante, après un vol où Spannagel est impliqué, Léveillé s'enfuit et rejoint Londres,. Selon les indicateurs de police français à Londres, il aurait reçu 500 francs depuis Paris par des sources inconnues pour l'aider à s'enfuir et rejoindre l'Argentine,. Cependant, il dépense une partie de son argent et décide de prendre un bateau à Anvers plutôt - avant qu'un arrêté d'expulsion soit émis envers lui en Belgique,. 
Léveillé retourne alors à Londres, est arrêté et extradé vers la France où il a été condamné à vingt ans de déportation au bagne mais il est finalement acquitté. Il quitte alors Paris et va travailler comme serrurier en Champagne et dans l'Yonne,. À Reims, il côtoie des groupes anarchistes,. 
L'anarchiste se déplace en France pendant cette période, s'installe un temps à Lyon, où la police n'arrive pas à trouver son domicile, puis repart, et revient à Lyon,. Il y épouse, en 1914, Célestine Masino, sa compagne de vingt-et-un ans sa cadette avec qui il vit depuis 1906,. Léveillé reconnaît ses quatre enfants précédant 1906,.
Il meurt à Lyon le 15 décembre 1927,,

## Postérité

### Photographie policière
Sa photographie policière fait partie des collections du Metropolitan Museum of Art (MET).